# Deux Espionnes avec un petit slip à fleurs
Pour plus de détails, voir Fiche technique et Distribution.
Deux Espionnes avec un petit slip à fleurs (Ópalo de fuego: Mercaderes del sexo) est un film d'espionnage érotique franco-hispano-portugais écrit et réalisé par Jesús Franco, sorti en 1980.
Sous le titre L'Opale de feu, ce film se vit refuser un visa d'exploitation en France en 1979; l'année suivante, il reçut un visa d'exploitation sous son titre actuel.

## Synopsis
À la suite d'un larcin, deux amies inséparables, Cécile et Brigitte, sont condamnées à un an de prison. Artistes de cabaret, elles se livrent dans le civil à des numéros de danse et de strip-tease sous le nom de « Duo Lesbos ». Mais les deux filles sont rapidement transférées par la police dans une prison américaine où un faux policier, qui n'est autre que le sénateur Connolly, leur demande de s'exhiber pour son compte, puis leur propose une remise de peine en échange d'une mission. Elles doivent s'infiltrer dans le Flamingo, un club de Majorque à Palma, pour enquêter sur la disparition de jeunes filles belles et célèbres. Cécile doit notamment surveiller une villa située en face de l'hôtel où elle résidera et prendre des photos, qu'elle donnera ensuite à l'agent Milton, sans mettre sa partenaire au courant. Mais le duo découvre que le Flamingo n'est autre qu'une couverture d'un commerce d'esclaves sexuels où les disparues doivent se prostituer. Ce réseau est dirigé par une certaine Madame Forbes qui hypnotise ses proies grâce à un opale qu'elle porte au doigt pour ensuite les vendre à de richissimes clients… Lorsque Cécile tombe dans les griffes des kidnappeurs, Brigitte n'a pas d'autre choix que de la sauver.

## Fiche technique
- Titre original : Ópalo de fuego: Mercaderes del sexo
- Titre français : Deux Espionnes avec un petit slip à fleurs
- Réalisation et scénario : Jesús Franco
- Montage : Roland Grillon et Dominique Petit
- Musique : Jesús Franco et Daniel White
- Photographie : Gérard Brisseau
- Production : Fernando Vidal
- Sociétés de production et distribution : Eurociné
- Pays d'origine :  Espagne,  Portugal et  France
- Langue originale : espagnol
- Format : couleur
- Genre : espionnage, érotique
- Durée : 96 minutes
- Dates de sortie : 
  - Espagne: 1er mai 1980
  - France : 21 juillet 1982

## Distribution
- Lina Romay (créditée comme Candy Coster) : Cécile
- Nadine Pascal : Brigitte
- Olivier Mathot : sénateur Connolly
- Joëlle Le Quément (créditée comme Janet Lee) : Irina Forbes
- Mel Rodrigo : Milton
- Claude Boisson (crédité comme Yul Sanders) : Mr. Forbes
- Albino Graziani : Morales
- Susan Hemingway : Adriana Rinaldi
- Jean Roville : Mr. Butler
- Doris Regina: Estrella Shelwin
- Muriel Montossé : la complice de madame Forbes